# Radhouane Slimane
Radhouane Slimane, né le 16 août 1980 à Kairouan, est un basketteur tunisien.

## Carrière
Il évolue six ans au sein de son club formateur, la Jeunesse sportive kairouanaise.
Il dispute le championnat du monde 2010, le coupe du monde 2019 et les Jeux olympiques 2012 avec l'équipe de Tunisie.
Il remporte trois fois le championnat d'Afrique avec la Tunisie : en 2011 contre l'Angola (67-56) à Madagascar, en 2017 contre le Nigeria (77-65) en Tunisie et en 2021 contre la Côte d'Ivoire (78-75) en finale au Rwanda.
Il est le meilleur marqueur des championnats d'Afrique 2005 et 2007.
En 2005, en signant en faveur du club portugais du FC Barreirense, il devient le premier basketteur tunisien à jouer en tant que professionnel en Europe.
En décembre 2011, il rejoint l'Étoile sportive du Sahel (ESS) sous la forme d'un prêt (huit matchs) pour la coupe d'Afrique des clubs champions 2011 et remporte la finale contre Primeiro de Agosto (82-60) à Salé au Maroc.
Il rejoint l'Union sportive monastirienne (USM) en décembre 2014 pour la 29e édition de la coupe d'Afrique des clubs champions à Tunis sous la forme d'un prêt (huit matchs) ; il remporte le match pour la cinquième place (86-78) contre le Primeiro de Agosto.
Il remporte deux finales consécutives de la coupe arabe des clubs champions avec l'ESS : en 2015, contre le GS Pétroliers (74-62) à Dubaï et en 2016 contre l'Association sportive de Salé (72-62) à Sousse.
Il perd toutefois deux finales consécutives du tournoi Houssem-Eddine-Hariri au Liban avec l'ESS : en 2015 contre le Riyadi Club Beyrouth (115-116) et en 2016 contre les Libanais du Homenetmen Beyrouth (98-102).
Entre les 13 et 20 octobre 2016, il participe avec l'ESS au tournoi international de Dubaï et prend la troisième place après avoir perdu en demi-finale (95-104) contre les Libanais du Club Sagesse et remporté le match pour la troisième place (85-79) contre le Club africain.
Il perd la finale du championnat 2015-2016 contre le Club africain en trois matchs (73-69/56-64 à Sousse et 59-56 à Tunis). Le 7 mai 2016, il remporte la coupe de Tunisie contre l'USM (74-72 a. p.) à la salle omnisports de Radès.
Durant la saison 2016-2017, il remporte la poule B de la saison régulière et prend la deuxième place du play-off avec l'ESS. Cependant, il perd la finale du championnat 2016-2017 contre l'Étoile sportive de Radès (ESR) en deux matchs (79-61 à Radès et 72-83 à Sousse).
Le 12 mai 2018, il perd la finale de la coupe de Tunisie contre l'ESR (79-65) à la salle omnisports de Radès.
À l'été 2018, il signe pour deux ans avec l'USM.
Le 1er mai 2019, il remporte le championnat 2018-2019 avec l'USM contre l'ESR en quatre matchs (75-64/78-88 à Radès et 80-77/79-73 à Monastir). Le 11 mai 2019, il perd la finale de la coupe de Tunisie contre l'ESR (76-68) à la salle omnisports de Radès.
En mai 2019, après la fin de la saison, il rejoint la Jeunesse sportive kairouanaise sous la forme d'un prêt (deux matchs) pour la première édition de l'Afro Ligue 2019 (ancien nom de la coupe d'Afrique des clubs champions). Lui et son équipe sont éliminés en demi-finale par l'Association sportive de Salé (73-81) et ils perdent le match pour la troisième place contre le Smouha SC (58-69).
Durant la coupe arabe des clubs champions en octobre 2019, il prend la troisième place de ce tournoi avec son club après avoir perdu en demi-finale (79-86) contre l'Ittihad Alexandrie et remporté le match pour la troisième place (77-74) contre l'Association sportive de Salé.
En janvier 2020, il rejoint l'Association sportive de Salé sous la forme d'un prêt (sept matchs) pour le 31e tournoi international de Dubaï et prend la troisième place après avoir perdu en demi-finale (76-80) contre le club philippin du Mighty Sports (en) et remporté le match pour la troisième place (84-63) contre les Libanais du Hoops Club. À l'été 2020, il prolonge son contrat pour deux ans avec l'USM.
Durant la saison 2019-2020, il remporte le doublé avec l'USM. En finale du championnat, il bat l'ESR en deux matchs (89-69 à Monastir et 77-82 à Radès), et la Jeunesse sportive kairouanaise en finale de la coupe de Tunisie (79-66).
En août 2022, il se retire de l'équipe nationale.
En octobre 2023, il rejoint le Dynamo Lebanon Club sous la forme d'un prêt (quatre matchs) pour la coupe arabe des clubs champions. Lui et son équipe sont éliminés en huitièmes de finale (79-83) contre l'Al-Muharraq Club.
Le 19 octobre 2023, il rejoint le Club sportif La Sagesse pour la saison 2023-2024. Le 3 avril 2024, il dispute son dernière match pour le Club sportif La Sagesse et quitte l'équipe. Le 10 avril, il signe avec Al-Difaa Al-Jawi, un club de la première division irakienne. Le 21 mai, il signe pour le reste de la saison avec Shabab Al Ahli Dubaï.
En août 2024, il retourne à l'Union sportive monastirienne.
Le 3 février 2025, il rejoint le Club sportif La Sagesse pour deux matchs du championnat du Liban pour remplacer le joueur blessé Shabazz Muhammad avec un contrat de dix jours.

## Clubs
- 1998-2004 : Jeunesse sportive kairouanaise (Tunisie)
- 2005-2006 : FC Barreirense (Portugal)
- 2006-2007 : Shabab Al Ahli Dubaï (Émirats arabes unis)
- 2008-2009 : Sharjah SC (Émirats arabes unis)
- 2009-2010 : Nasr Dubaï (Émirats arabes unis)
- 2010-2011 : Sharjah SC (Émirats arabes unis)
- 2011 : Étoile sportive du Sahel[17] (Tunisie)
- 2012-2013 : Al-Hilal (en) (Arabie saoudite)
- 2013-2014 : Baniyas SC (Émirats arabes unis)
- 2014 : Union sportive monastirienne[18] (Tunisie)
- 2014-2015 : Al Wasl Dubaï (Émirats arabes unis)
- 2015-2018 : Étoile sportive du Sahel (Tunisie)
- 2019 : Jeunesse sportive kairouanaise[19] (Tunisie)
- 2020 : Association sportive de Salé[20] (Maroc)
- 2018-2023 : Union sportive monastirienne (Tunisie)
- 2023 : Dynamo Lebanon Club[21] (Liban)
- 2023-2024 : Club sportif La Sagesse (Liban)
- 2024 (1 mois) : Al-Difaa Al-Jawi Sport Club (Irak)
- 2024 (1 mois) : Shabab Al Ahli Dubaï (Émirats arabes unis)
- depuis 2024 : Union sportive monastirienne (Tunisie)
- 2025 (2 matchs) : Club sportif La Sagesse (Liban)

## Palmarès

### Clubs
- Championnat de Tunisie (9): 2001, 2002, 2003, 2011, 2019, 2020, 2021, 2022, 2023
- Coupe de Tunisie (9): 2002, 2005, 2011, 2016, 2020, 2021, 2022, 2023, 2025
- Super Coupe de Tunisie (1): 2024
- Championnat d'Irak (1): 2024
- Championnat maghrébin (1): 2003
- Médaille d'or à la coupe d'Afrique des clubs champions 2011 (Maroc)
- Médaille d'or à la Ligue africaine 2022 (Rwanda)
- Médaille d'argent à la Ligue africaine 2021 (Rwanda)
- Médaille d'or à la coupe arabe des clubs champions 2011 (Émirats arabes unis)
- Médaille d'or à la coupe arabe des clubs champions 2015 (Émirats arabes unis)
- Médaille d'or à la coupe arabe des clubs champions 2016 (Tunisie)
- Médaille de bronze à la coupe arabe des clubs champions 2019 (Maroc)

### Équipe de Tunisie

#### Jeux olympiques
- 11e des Jeux olympiques 2012 (Royaume-Uni)

#### Jeux méditerranéens
- Médaille de bronze aux Jeux méditerranéens de 2013 (Turquie)

#### Championnat d'Afrique
- Médaille d'or au championnat d'Afrique 2011 (Madagascar)
- Médaille d'or au championnat d'Afrique 2017 (Tunisie)
- Médaille d'or au championnat d'Afrique 2021 (Rwanda)

### Distinctions personnelles
- Meilleur ailier du championnat de Tunisie lors de la saison 2019-2020
- Meilleur ailier de la finale de la coupe de Tunisie 2020-2021
- Meilleur joueur de la finale de la coupe de Tunisie 2021-2022
- Nommé dans le cinq majeur et meilleur ailier fort de la Ligue africaine 2022
- Meilleur ailier fort et joueur[22] du championnat de Tunisie lors de la saison 2022-2023
- Nommé dans le cinq majeur et meilleur ailier fort de la Super Coupe de Tunisie 2024